# Neek
Le terme neek provient d'une contraction les termes nerd et geek, soit en anglais "a cross between a nerd and a geek.".
Les termes nerd et geek sont proches :
- Nerd appuie l'idée de connaissances certaines en un domaine défini, ici l'informatique,
- Geek souligne l'aspect passionné de la personne, le plus souvent aussi dans le domaine de l'informatique.

Or, nerd a une connotation plus péjorative car le terme nerd désigne une personne introvertie et solitaire.